# Чемпіонат світу з легкої атлетики 2019 — марафонський біг (жінки)

Трансляція забігу

Змагання з марафонського бігу серед жінок на Чемпіонаті світу з легкої атлетики 2019 проходили в ніч з 27 на 28 вересня на шосейній кільцевій трасі (довжина кільця — 7 км), прокладеній вулицями Дохи, зі стартом та фінішем на міській еспланаді (англ. Doha Corniche).

## Напередодні старту
На початок змагань основні рекордні результати (без урахування марафонської статистики змішаних забігів за участі чоловіків) були такими:
| WR | Мері Джепкосгеї Кейтані (KEN) | 2:17.01 | Лондон    | 23 квітня 2017 |
| CR | Пола Редкліфф (GBR)           | 2:20.57 | Гельсінкі | 14 серпня 2005 |
| WL | Бріджід Косгеї (KEN)          | 2:18.20 | Лондон    | 28 квітня 2019 |

## Результати
Жіночий марафонський біг проводився як забіг виключно серед жінок — на відміну від змішаних (за одночасної участі чоловіків та жінок) марафонських забігів, в яких ІААФ також, як і у суто жіночих, фіксує рекорди світу.
Зважаючи на спеку у Досі вдень, організаторами змагань було зазделегідь прийнято рішення про проведення марафонського забігу вночі. Ця обставина не дозволяла з впевненістю робити висновки про потенційних претендентів на перемогу. Проте, перенесення на нічний час забігу допомогло не повністю — температура повітря на момент старту залишалась високою (30-32 градиси вище нуля) з вологістю повітря 73 %.
Перемогу здобула 25-річна кенійка Рут Чепнгетіч, яка у змішаному марафонському забігу на початку року в Дубаї показала третій найвидший час за всю історію (2:17.08). За складних кліматичних умов у Досі, зрозуміло, мова про високий результат не йшла — це був радше забіг на витривалість Після золотого фінішу два роки тому в Лондоні, Роуз Челімо додала до свого послужного списку срібну нагороду світової першості. Слід також відзначити четверте місце 39-річної кенійки Едни Кіплагат, володарки трьох медалей минулих світових першостей (у 2011 та 2015 вона ставала чемпіонкою світу, а на минулій першості фінішувала другою за Роуз Челімо).
| Місце | Атлетка                          | Час     | Примітки |
| ----- | -------------------------------- | ------- | -------- |
| 1     | Рут Чепнгетіч (KEN)              | 2:32.43 |          |
| 2     | Роуз Челімо (BHR)                | 2:33.46 |          |
| 3     | Гелалія Йоганнес (NAM)           | 2:34.15 |          |
| 4     | Една Кіплагат (KEN)              | 2:35.36 | SB       |
| 5     | Ольга Мазурьонок (BLR)           | 2:36.21 |          |
| 6     | Роберта Гронер (USA)             | 2:38.44 |          |
| 7     | Танімото Мідзукі (JPN)           | 2:39.09 |          |
| 8     | Кім Чі Хян (PRK)                 | 2:41.24 |          |
| 9     | Ліндсі Тесьє (CAN)               | 2:42.03 | SB       |
| 10    | Чо Ун Ок (PRK)                   | 2:42.23 |          |
| 11    | Накано Мадока (JPN)              | 2:42.39 |          |
| 12    | Десі Моконен (BHR)               | 2:43.19 |          |
| 13    | Керрі Дімофф (USA)               | 2:44.35 | SB       |
| 14    | Лі Кван-ок (PRK)                 | 2:46.16 |          |
| 15    | Вісілін Джепкешо (KEN)           | 2:46.38 |          |
| 16    | Марта Галімані (ESP)             | 2:47.45 |          |
| 17    | Анастасія Іванова (BLR)          | 2:48.41 |          |
| 18    | Шарлотт Фугберг (SWE)            | 2:49.17 |          |
| 19    | Анне-Марі Хюрюляйнен (FIN)       | 2:51.26 |          |
| 20    | Марцела Йоглова (CZE)            | 2:52.22 |          |
| 21    | Рутендо Ньягора (ZIM)            | 2:52.33 |          |
| 22    | Сардана Трофімова (ANA)          | 2:52.46 |          |
| 23    | Назрет Велду (ERI)               | 2:53.45 |          |
| 24    | Ма Юйгуй (CHN)                   | 2:55.24 |          |
| 25    | Хішігсайхан Галбадрах (MGL)      | 2:56.15 |          |
| 26    | Аліса Вайніо (FIN)               | 2:56.30 | SB       |
| 27    | Мелані Міранд (CAN)              | 2:57.40 |          |
| 28    | Саломе Роша (POR)                | 2:55.24 |          |
| 29    | Глорія Прівілетціо (GRE)         | 2:58.43 |          |
| 30    | Валділене Дус Сантус Сілва (BRA) | 2:59.00 |          |
| 31    | Мануела Соккол (BEL)             | 2:59.11 |          |
| 32    | Світлана Куделич (BLR)           | 3:00.38 |          |
| 33    | Цижень Цому (CHN)                | 3:01.56 |          |
| 34    | Мунхзая Баярцогт (MGL)           | 3:02.57 |          |
| 35    | Рошель Роджерс (AUS)             | 3:05.12 |          |
| 36    | Андрея Гессел (BRA)              | 3:02.18 |          |
| 37    | Йоганна Беклунд (SWE)            | 3:08.30 |          |
| 38    | Келсі Брюс (USA)                 | 3:09.37 |          |
| 39    | Маяда аль Саяд (PLE)             | 3:10.30 |          |
| 40    | Габріела Транья (CRC)            | 3:19.13 |          |
| 41 !  | Елван Абейлеґессе (TUR)          | —       | DNF      |
| 42 !  | Руті Ага (ETH)                   | —       | DNF      |
| 43 !  | Бояна Б'єльяц (CRO)              | —       | DNF      |
| 44 !  | Моніка Бітаутене (LTU)           | —       | DNF      |
| 45 !  | Фадіме Челік (TUR)               | —       | DNF      |
| 46 !  | Роза Чача (ECU)                  | —       | DNF      |
| 47 !  | Лінет Чебет (UGA)                | —       | DNF      |
| 48 !  | Шуре Демісе (ETH)                | —       | DNF      |
| 49 !  | Роза Дередже (ETH)               | —       | DNF      |
| 50 !  | Сара Доссена (ITA)               | —       | DNF      |
| 51 !  | Джованна Епіс (ITA)              | —       | DNF      |
| 52 !  | Шітає Ешете (BHR)                | —       | DNF      |
| 53 !  | Саша Голліш (CAN)                | —       | DNF      |
| 54 !  | Дагмара Гандзлік (CYP)           | —       | DNF      |
| 55 !  | Ікеміцу Аяно (JPN)               | —       | DNF      |
| 56 !  | Сітора Хамідова (UZB)            | —       | DNF      |
| 57 !  | Марія Коробицька (UZB)           | —       | DNF      |
| 58 !  | Лі Дань (CHN)                    | —       | DNF      |
| 59 !  | Файлуна Матанга (TAN)            | —       | DNF      |
| 60 !  | Клементін Муканданга (RWA)       | —       | DNF      |
| 61 !  | Елвані Німбона (BDI)             | —       | DNF      |
| 62 !  | Сесілія Норрбом (SWE)            | —       | DNF      |
| 63 !  | Матеа Парлов Коштро (CRO)        | —       | DNF      |
| 64 !  | Шарлотт Пердью (GBR)             | —       | DNF      |
| 65 !  | Лона Салпетер (ISR)              | —       | DNF      |
| 66 !  | Олександра Шафар (UKR)           | —       | DNF      |
| 67 !  | Ганна Ванденбушше (BEL)          | —       | DNF      |
| 68 !  | Гіруні Віджаяратне (SRI)         | —       | DNF      |
| 67 !  | Тіш Джонс (GBR)                  | —       | DNS      |
| 68 !  | Ніколіна Шустич (CRO)            | —       | DNS      |